# Ночной народ (роман)
«Ночной народ» (англ. Cabal), также известен под названиями «Кабал», «Ночное племя», «Племя тьмы»  — роман ужасов британского писателя Клайва Баркера, опубликованный в 1988 году.

## Сюжет
Мидиан… Таинственное место, где можно спрятаться, укрыться от всех и всего, там прощаются все грехи, как реальные, так и вымышленные. Это место для людей, которые мучаются и страдают…

## Экранизации
«Ночной народ» — фильм 1990 года, снятый самим Клайвом Баркером. Фильм провалился в прокате и получил смешанные отзывы, но в последствии стал культовым. 